# Immeuble Aimé
L‘Immeuble Aimé couramment nommé Banque de la Société Générale est un édifice situé dans la ville de Nancy, dans la Meurthe-et-Moselle en région Lorraine (Grand Est).

## Localisation
Cet immeuble est situé au no 42-44 de la rue Saint-Dizier dans le quartier Charles III - Centre Ville de Nancy.

## Histoire
Il est construit en 1903 pour Henri Aimé, médecin à Nancy, par Georges Biet architecte à Nancy et par Eugène Vallin fabricant de meubles et architecte à Nancy. Le plan du rez-de-chaussée daté du 20 mai 1902 et l'élévation principale datée du 27 juin 1903 sont signés Georges Biet. L'élévation projetée n'est pas exécutée à l'identique, on admet qu'Eugène Vallin est l'auteur des modifications qui portent sur la modénature des baies et la décoration.
En 1904, la Société Générale s'installe au sous-sol et au rez-de-chaussée, son directeur occupe le troisième étage. Henri Aimé, le commanditaire, occupe le premier étage en 1907 et le quitte en 1911 au moment où l'immeuble est acheté par une société immobilière. À partir de 1914 la Société Générale entreprend des travaux qui aboutissent à une restructuration totale des locaux et à la disparition de la verrière couvrant la salle des guichets, à cette occasion la structure métallique de l'immeuble visible dans le hall est définitivement masquée.
Après la Seconde Guerre mondiale, la façade du rez-de-chaussée est totalement dénaturée. En 1984 l'entreprise Chanzy-Pardoux entreprend son rétablissement partiel.
La façade, le hall et sa toiture sont inscrits au titre des monuments historiques par arrêté du 4 mai 1994.

## Description
La structure métallique de l'immeuble n'est apparente en façade qu'au cinquième niveau, les baies des travées centrales sont inscrites dans une embrasure commune couverte d'un arc métallique prenant appui sur des sommiers de pierre.

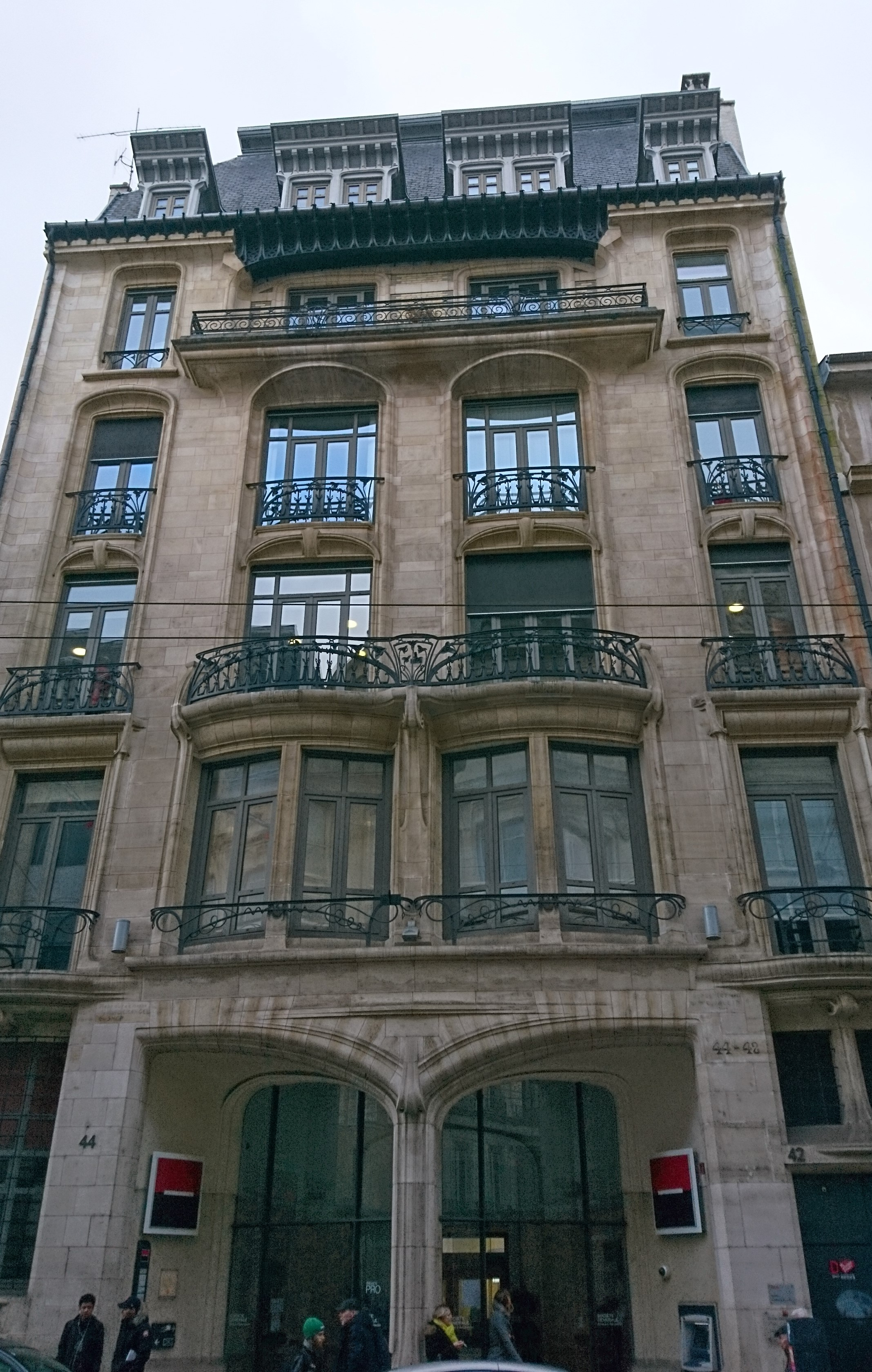
Maison Aimé devenue Société Générale au no 42-44.
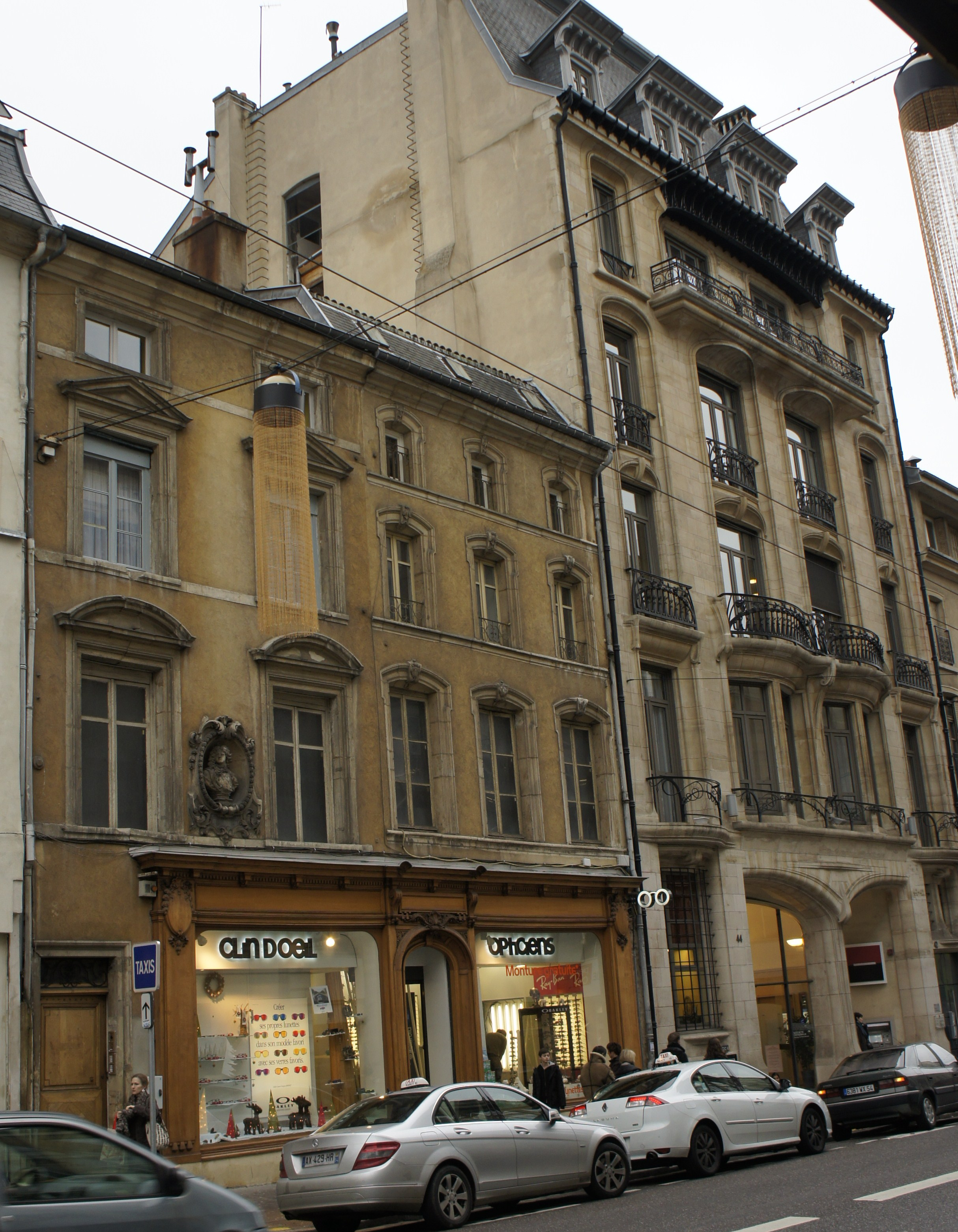
Maison de Hanvs et Immeuble Aimé 42-48 rue Saint-Dizier.
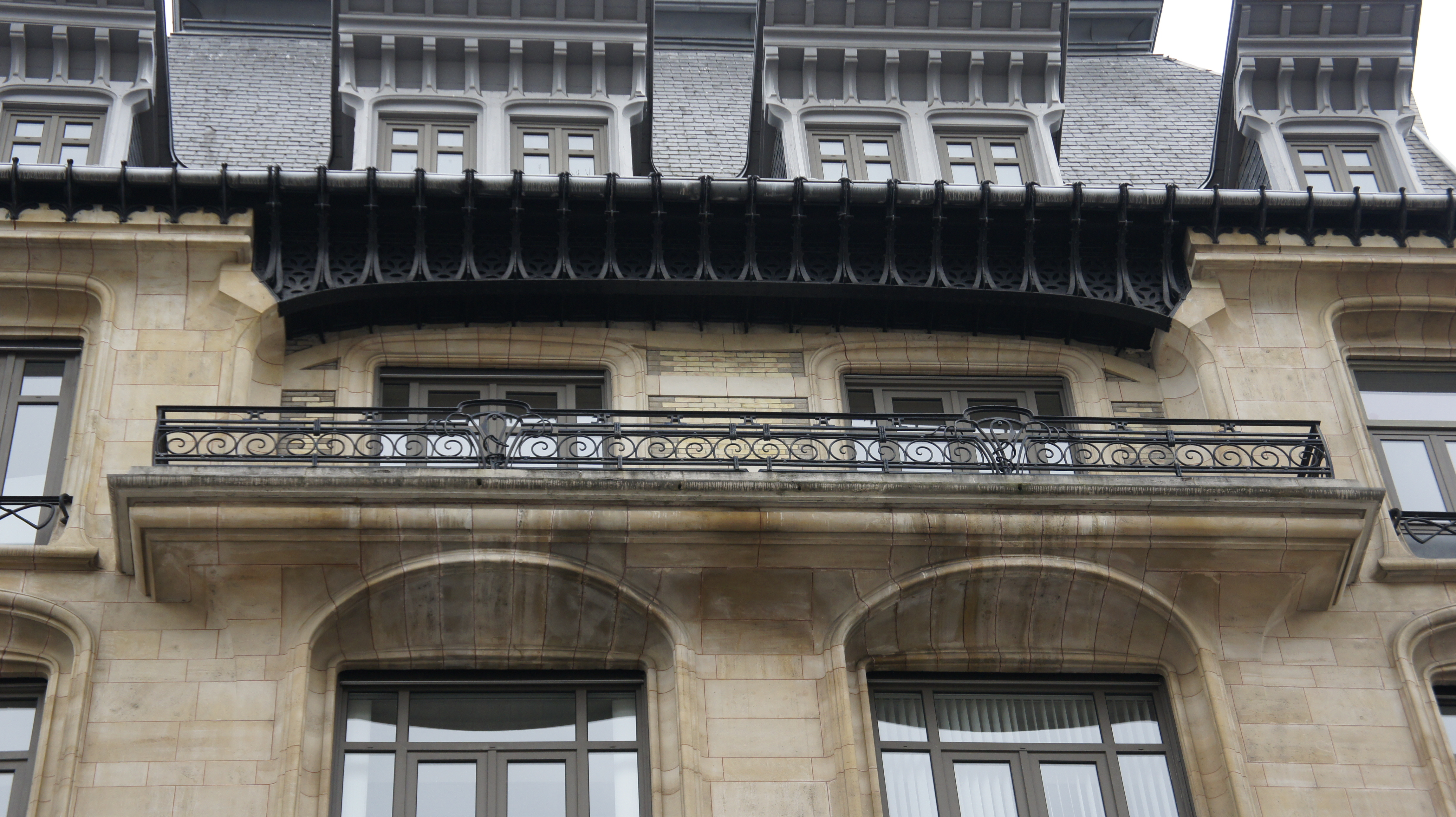
Cinquième niveau de la façade.